# Міський стадіон (Легниця)
Міський стадіон імені Білого орла в Легниці (пол. Stadion Miejski im. Orła Białego w Legnicy) — футбольний стадіон у місті Легниця, Польща. Розташований у Міському парку на алеї імені Орла Б'ялого. Стадіоном опікується осередок спорту та відновлення у місті Легниця.
Нині стадіон використовує для виступів ФК «Медзь». З 2005 по 2009 роки тривала реконструкція. Нині стадіон вміщує 6442 відвідувачі. Планується подальша модернизація стадіону: професійне встановлення освітлення периметром стадіону, обігрів поля та монтаж електронної карти доступу. Це планувалося зробити в 2009—2011 роках. Власне у 2011 році було збудовано додаткові поля для тренування розмірами 105 м х 68 м зі штучним покриттям, трек для легкої атлетики та додаткове освітлення.